# 세토 히로유키

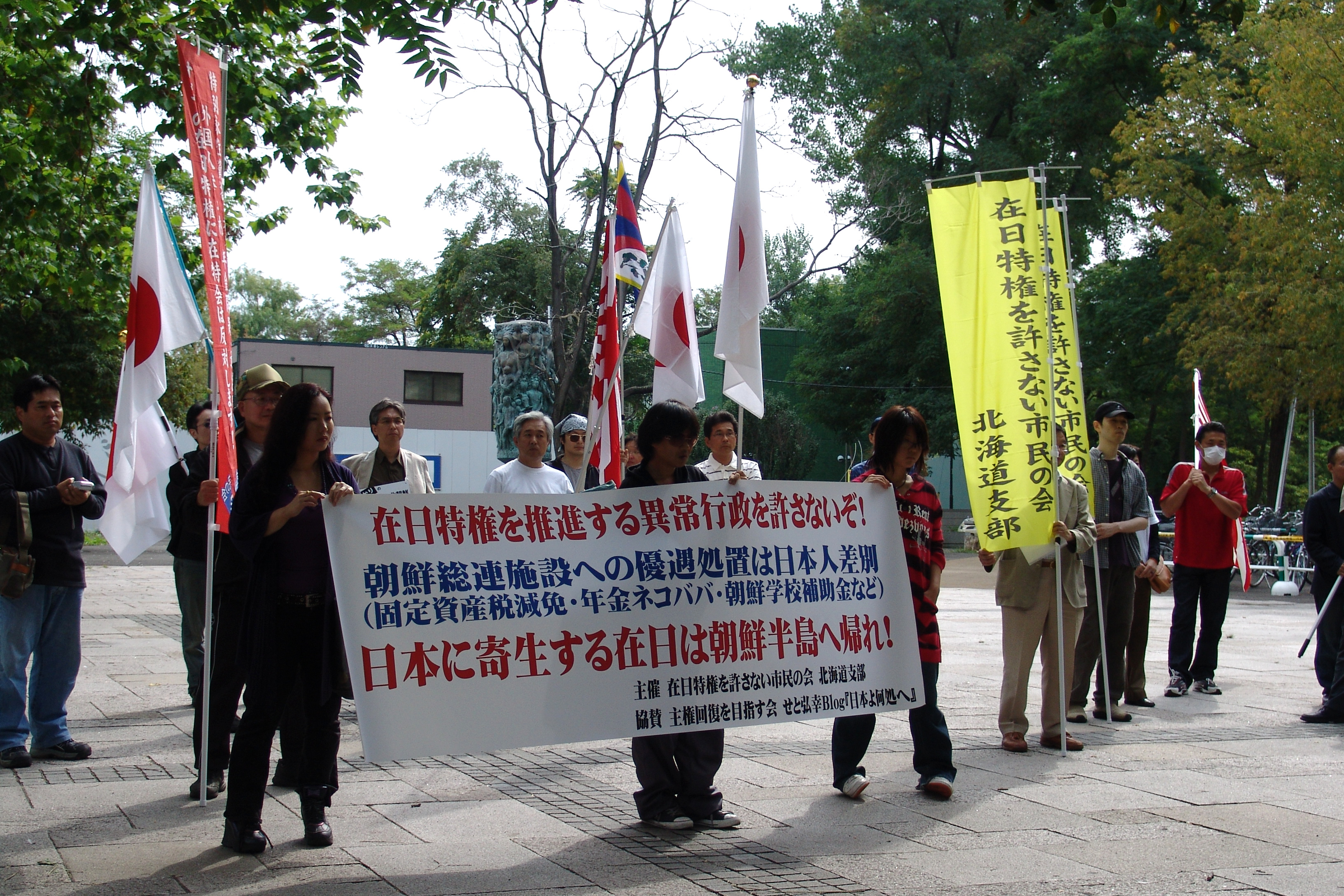
시위에 참여중인 세토 히로유키(2008년 9월 21일, 현수막 가운데 뒤쪽 백발의 사람)

세토 히로유키(일본어: 瀨戸 弘幸 せと ひろゆき[*], 1952년 3월 3일 ~)은 후쿠시마현 출신, 일본의 극우계 우익단체 구성원이자, 블로거, 문학가, 가공식품 판매업자이다.
후쿠시마 현립 후쿠시마 농잠 고등학교(현 ・ 후쿠시마 현립 후쿠시마 메이세이 고등학교) 졸업. 세계전략연구소 대표・특정 비영리 활동 법인 외국인 범죄 추방 운동 최고 고문. 국가사회주의자동맹 창설 대표이자, 후쿠시마 시 직원이다. 유신정당・신풍 창설 대표이기도 하다.